# Långsjö
För andra betydelser, se Långsjö (olika betydelser).
Långsjö är en stadsdel i Söderort inom Stockholms kommun. Området har fått sitt namn efter gården Långsjö gård invid sjön Långsjön, som avgränsar stadsdelen åt sydost och bildar kommungräns mot Huddinge kommun. 
Gården Långsjö, med sina två identiska huvudbyggnader, lät affärsmannen Robert Ditzinger uppförda för sina båda söner 1882.

## Bebyggelsen

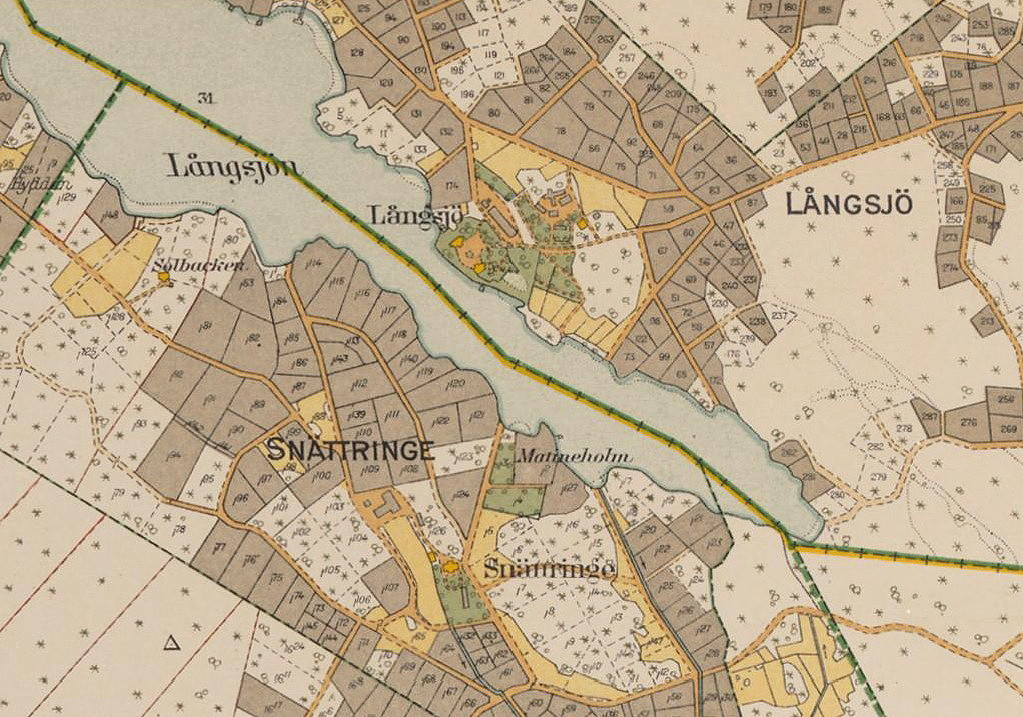
Långsjö och Snättringe, 1930-tal.

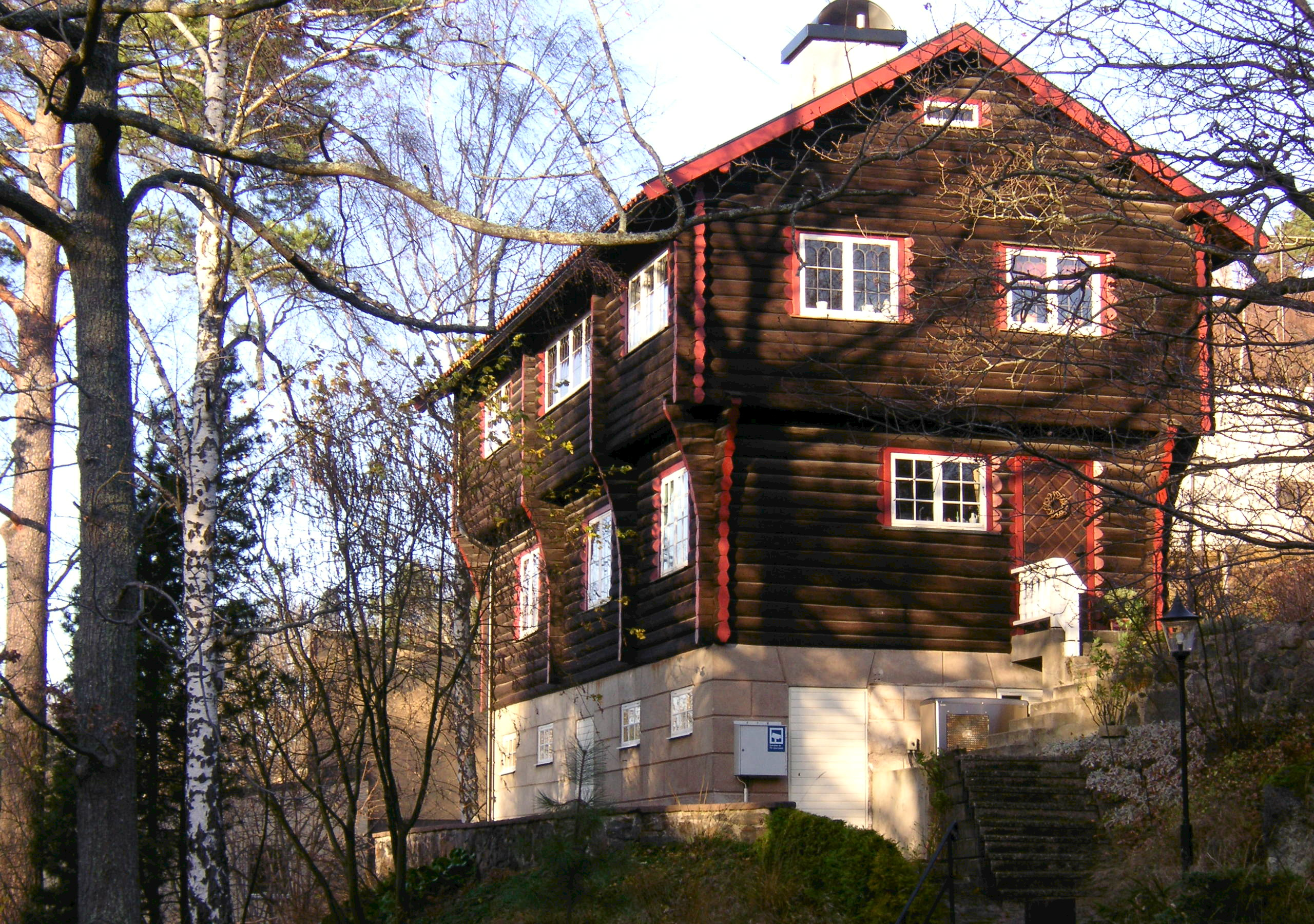
Villa vid Myrvägen 54.

Liksom Herrängens gårds ägor kom även Långsjö gårds marker i "AB Billiga Tomters" ägo år 1908. Bolaget hade bildats av arvingarna till brukspatronen och markexploatören J.E. Lignell. Den första stadsplanen för Långsjö fastställdes 1938. Den följde i stort sett de redan befintliga gator och kvarter som hade planerats i början av 1900-talet. 
Till en början fanns bara järnvägen från Älvsjö station som kommunikation in till Stockholm. 1922 fick omnibussägaren Olof Strand, tillsammans med droskägaren K. I Jansson, trafiktillstånd för busslinjer på sträckan Midsommarkransen-Långsjö med utsträckning 1924 till Hornsgatan. År 1930 överläts denna linje till AB Stockholms Spårvägar busstrafik och blev till linje 64 (Hornstull-Långsjö-Skanstull).
Bland äldre villor märks villan vid Strandängsstigen 15 som ritades 1924 av arkitekt Rolf Solin och Myrvägen 54 som ritades 1928 av arkitekt Sten Westholm. Under senare delen av 1960-talet tillkom Långsjöhöjden, där ett bostadsområde med 63 kedjehus uppfördes efter ritningar av Gösta Nordin och Hans Alfont. Idag är Långsjö ett renodlat villaområde som inrymmer cirka 900 bostäder.

## Natur och strandbad

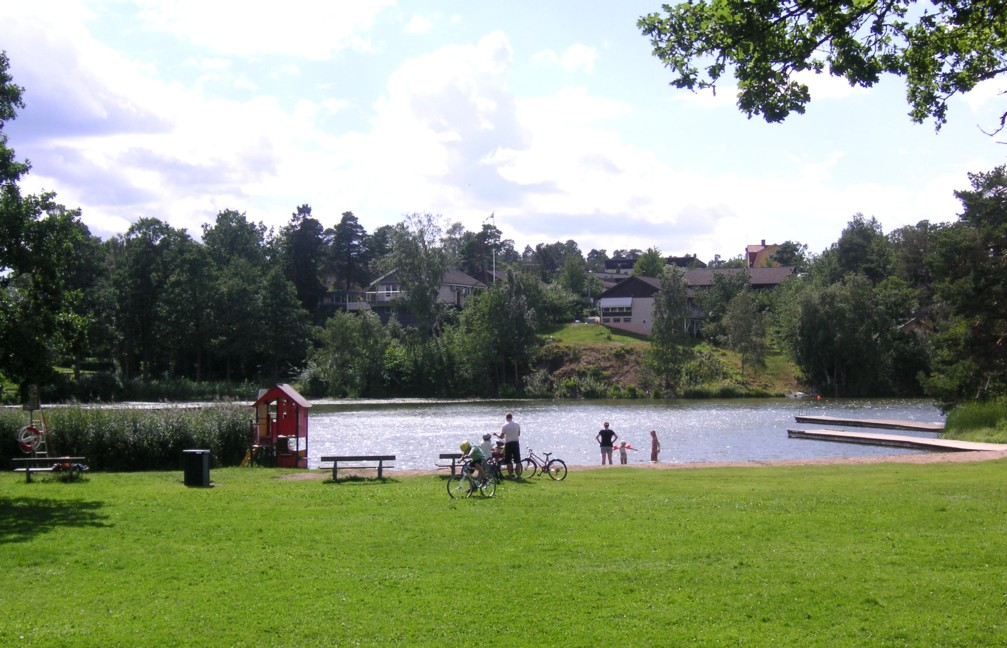
Långsjöbadet.

Naturområdet Långsjöhöjden gränsar till sjön Långsjön och är med sina 73 meter över havet Stockholms kommuns näst högsta naturliga punkt, efter Vikingaberget med 77 meter över havet. Från Långsjöhöjdens topp har man en vidsträckt utsikt över Huddinge kommun och sydvästra delarna av Stockholm. Utsikten mot norr och öst hindras numera av ett bostadsområde.
Långsjöbadet vid Långsjön invigdes 1938. Innan dess var det sankmark med avloppsdiken där det växte stora alar, stranden var vassbevuxen och ”ogenomtränglig”. Idag är badvattenkvalitén skiftande p.g.a. den kraftiga algblomningen i sjön. Badet har en cirka 50 meter lång sandstrand och några badbryggor.

## Demografi
År 2017 hade stadsdelen cirka 3 000 invånare, varav cirka 13,0 procent med utländsk bakgrund.